# René Bolf
René Bolf (Valašské Meziříčí, Checoslovaquia, 25 de febrero de 1974) es un exfutbolista checo, se desempeñaba como defensa y terminó su carrera en el MFK Karviná checo, el mismo club con el que la inició.

## Clubes
| Club             | País            | Año         |
| ---------------- | --------------- | ----------- |
| MFK Karviná      | República Checa | 1994 - 1995 |
| FC Banik Ostrava | República Checa | 1995 - 1999 |
| Sparta Praga     | República Checa | 1999 - 2000 |
| FC Banik Ostrava | República Checa | 2000 - 2004 |
| AJ Auxerre       | Francia         | 2004 - 2007 |
| FC Banik Ostrava | República Checa | 2007 - 2011 |
| MFK Karviná      | República Checa | 2011 - 2012 |

- Datos: Q706050
- Multimedia: René Bolf / Q706050